# Desiderio Reich
Desiderio Reich (Taio, 22 dicembre 1849 – Trento, 18 febbraio 1913) è stato uno storico e storiografo italiano.

## Biografia
Riccardo Desiderato Demetrio Reich, figlio di Giuseppe e Innocenza Bergamo, nacque a Taio il 22 dicembre 1849.
Si avviò agli studi classici ed ottenne all'Università di Vienna la laurea in geografia e storia. Fu quindi professore di storia e di geografia nelle scuole tecniche di Rovereto, poi in quelle ginnasiali di Trento.
La storia trentina era il suo campo di battaglia ed ebbe in lui un cultore dotto ed appassionato, che ben presto salì agli onori più alti tra gli storiografi del Trentino. Fu il principale esponente di quella schiera di studiosi che tra il 1880 e il 1914, prediligendo le ricerche su materiali archivistici e dando priorità ai documenti ed ai reperti rispetto alle ipotesi interpretative, diedero impulso a quegli studi storici, che intrecciandosi con quelli archeologici, linguistici e toponomastici, si proponevano di dimostrare l'italianità e le origini italiane della Venezia Tridentina. Primo tra tutti il Reich sostenne che l'antico statuto di Trento era stato redatto in latino, contro le asserzioni di storici tedeschi, che lo volevano tedesco; con un altro poderoso lavoro su Lavarone dimostrò che i tedeschi di quell'altipiano chiamati dai vescovi di Trento, discesero dal nord ad occupare un paese che prima era latino; in un'altra opera trattò dei confini linguistici del secolo XVI.
I suoi oltre 100 scritti di storia patria confluirono in quella serie di riviste, comparse tra Ottocento e Novecento, che raccoglievano la migliore produzione storiografica trentina: gli Atti dell'Accademia Roveretana degli Agiati, Archivio Trentino, Tridentum, Rivista Tridentina, Pro Cultura, la rivista patriottica San Marco fondata da Quintilio Perini, l'annuario della Società Alpinisti Tridentini e i Programmi degli istituti scolastici.
Tali riviste esprimevano, accanto al rigore del metodo, la propensione per la raccolta di fonti e reperti, necessaria prima di operare qualsiasi sintesi.

## Opere

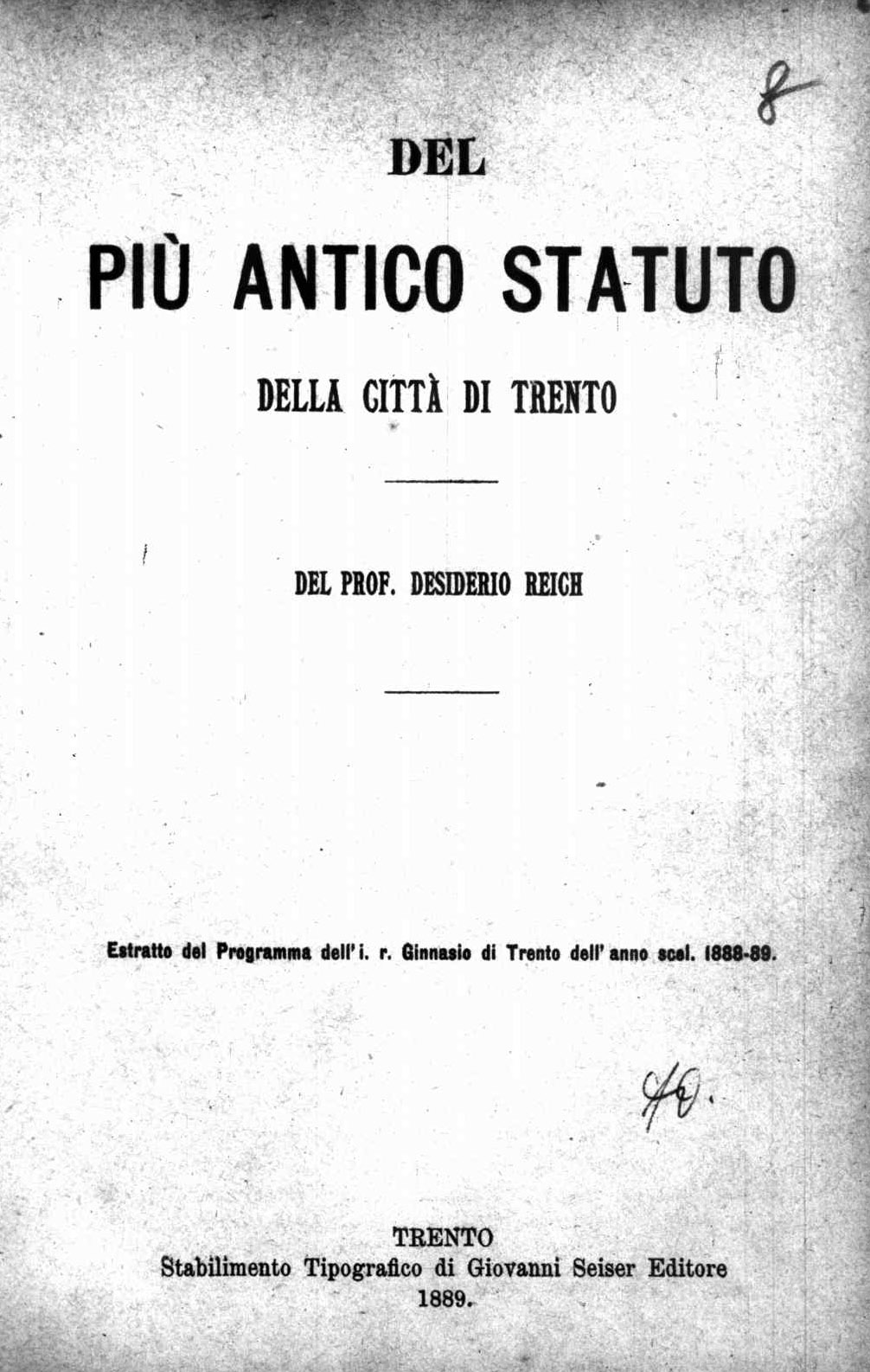
Del più antico statuto della città di Trento, 1889

- Del più antico statuto della città di Trento, Trento, Giovanni Seiser, 1889.